# 疏伞楼梯草
疏伞楼梯草（学名：Elatostema laxicymosum）为荨麻科楼梯草属的植物，是中国的特有植物。分布在中国大陆的西藏等地，生长于海拔800米至1,900米的地区，多生长于常绿阔叶林中及湖边，目前尚未由人工引种栽培。